# Clessie Cummins
Clessie Lyle Cummins (27 dicembre 1888 – 17 agosto 1968) è stato un imprenditore e inventore statunitense, fondatore della Cummins Engine.

## Biografia
Era un imprenditore che migliorò i motori diesel esistenti, creò nuovi progetti di motori diesel, ottenne più di 30 brevetti negli Stati Uniti per le sue invenzioni.